# Кашіас (мікрорегіон)
Кашіас (порт. Microrregião de Caxias) — мікрорегіон в Бразилії, входить в штат Мараньян. Складова частина мезорегіону Схід штату Мараньян. Населення становить 389 518 чоловік на 2006 рік. Займає площу 15 330,211 км². Густота населення — 25,4 чол./км².

## Склад мікрорегіону
До складу мікрорегіону включені наступні муніципалітети:
1. Буріті-Браву
2. Кашіас
3. Матойнс
4. Парнарама
5. Сан-Жуан-ду-Сотер
6. Тімон

| Бразилія | Це незавершена стаття з географії Бразилії. Ви можете допомогти проєкту, виправивши або дописавши її. |